# Бучкі (Вармінсько-Мазурське воєводство)
Бучкі (пол. Buczki, нім. Kleinseliggen) — село в Польщі, у гміні Елк Елцького повіту Вармінсько-Мазурського воєводства.
Населення — 95 осіб (2011).
У 1975-1998 роках село належало до Сувальського воєводства.

## Демографія
Демографічна структура станом на 31 березня 2011 року:
|          | Загалом | Допрацездатний вік | Працездатний вік | Постпрацездатний вік |
| -------- | ------- | ------------------ | ---------------- | -------------------- |
| Чоловіки | 48      | 10                 | 34               | 4                    |
| Жінки    | 47      | 12                 | 28               | 7                    |
| Разом    | 95      | 22                 | 62               | 11                   |